# Ghiță Licu
Gheorghe "Ghiţă" Licu (Fierbinţi, 1 de dezembro de 1945 - 8 de abril de 2014) foi um handebolista profissional, duas vezes medalhista olímpico.

## Títulos
- Campeonato Mundial de Handebol:
  - Campeão: 1970, 1974

- Jogos Olímpicos:
  - Prata: 1976
  - Bronze: 1972